# Joshua Olatuni Majekodunmi
Joshua Olatuni Majekodunmi (ur. 12 kwietnia 1927, zm. 9 października 1996) – nigeryjski lekkoatleta specjalizujący się w skoku wzwyż.

## Kariera sportowa
W 1950 roku podczas rozgrywanych w Auckland Igrzysk Imperium Brytyjskiego zdobył srebrny medal w skoku wzwyż - był to pierwszy medal w historii startów Nigerii na zawodach tej rangi. W jedynym starcie w igrzyskach olimpijskich (Helsinki 1952 zajął 9. miejsce z wynikiem 1,90 m. Rekord życiowy: 1,981 (1952).